# Estadio Revolución (Torreón)
Az Estadio Revolución (nevének jelentése: forradalom stadion) a mexikói Torreón város legjelentősebb baseballstadionja, az Algodoneros de Unión Laguna csapat otthona. Az art déco stílusban 1932-ben felépült stadion stílusa és kora miatt is egyedülálló Mexikóban.

## Története
A stadiont Coahuila állam kormánya (Nazario Ortiz Garza kormányzó) építtette 1932-ben, abból az alkalomból, hogy Torreónt 25 évvel azelőtt avatták várossá. A munkákra a kor egyik legnevesebb helyi építészét, Zeferino Domínguezt szerződtették. Ezekben az időkben a terület, ahol a stadion felépült, még a város külső szélén helyezkedett el, és mivel katonai terület volt, parcellák sem voltak rajta kialakítva.
A 250 000 peso költséggel felépült stadion eredetileg nem baseball céljára épült, hanem atlétikai versenyeket, kulturális rendezvényeket, valamint például kosárlabda-, labdarúgó-, ökölvívó- és röplabdamérkőzéseket rendeztek benne. Akkoriban szokatlan módon világítást is szereltek fel benne, így sötétedés után is használhatták: ez a stadion volt az első Mexikóban, ahol éjszakai sportrendezvényt (jelesül egy autósport-eseményt) tartottak. Az 1940-es években, amikor a Comarca Lagunera vidék legkedveltebb sportjává már a bázislabda vált, az Algodoneros del Unión Laguna baseballcsapat bérelte ki a stadiont.
2003-ig kevés változtatást hajtottak végre az épületen, de ekkor egy nagyobb felújításon és modernizáláson esett át, többek között egy óriáskivetítőt is felszereltek benne, és kiépítettek egy bárteraszt is. Később elbontották a nézőtér előtti, a kilátást zavaró (bár védelmet is nyújtó) rácsokat, valamint új székeket is elhelyeztek több zónában. Berendeztek egy helyet a média és a sajtó számára is, ezt a részt pedig Raúl Zugasti Reyes újságíróról nevezték el.
Kétszer (1995-ben és 2004-ben) rendezték itt a mexikói baseballbajnokság Csillagok Játéka gálameccsét, de a stadion számos koncertnek is helyt adott már: 1988-ban például fellépett benne a Rostros Ocultos és a Soda Stereo, 2006-ban a Mägo de Oz és 2007-ben a Tour Fijación Oral keretében Shakira.
Ma a Torreón község tulajdonában álló építményt a Soriana cég, az Algodoneros de Unión Laguna csapat tulajdonosa bérli.

## Az épület
A stadion Torreón Centro központi városrészében, a Bosque Venustiano Carranza parktól keletre, az Avenida Juárez út mellett helyezkedik el. Art déco stílusa különlegessé teszi Mexikószerte. Nevét a mexikói forradalom tiszteletére kapta, főbejáratánál is három, a forradalmi harcokat megjelenítő dombormű található, valamint a forradalom három fontos szereplőjének, Venustiano Carranzának, Plutarco Elías Callesnek és Francisco Ignacio Maderónak az arcképei.